# Kin Kletso

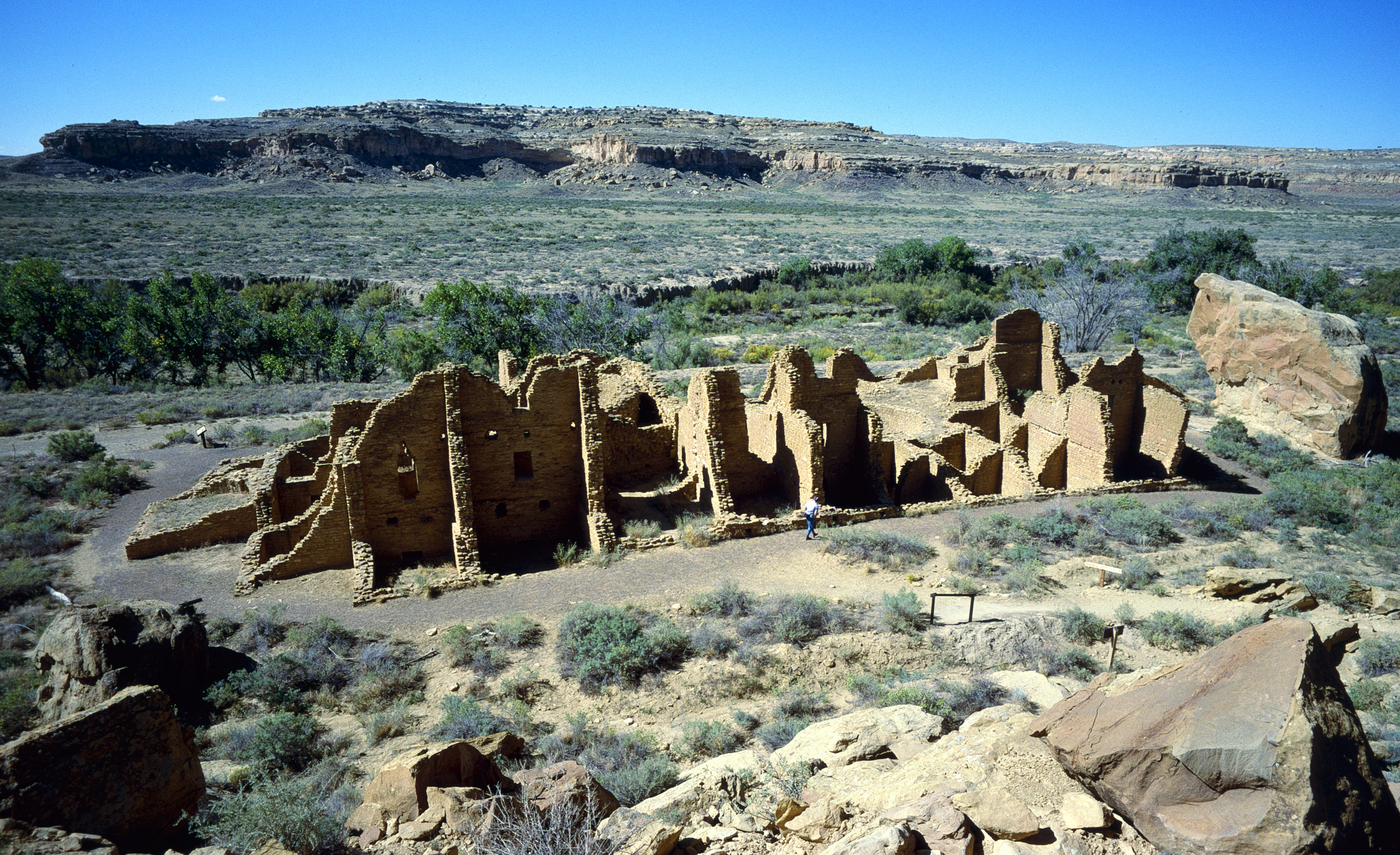
Kin Kletso

Kin Kletso è una Grande Casa chacoana Anasazi, ed un importante sito archeologico situato nel Chaco Canyon, un canyon statunitense del Nuovo Messico.

## Descrizione
Si tratta di un complesso di media grandezza situato 800 metri ad ovest di Pueblo Bonito. Contiene preziose prove di costruzione ed occupazione da parte dei puebloani provenienti dal bacino settentrionale di San Juan. La sua forma rettangolare e la struttura lo fanno associare al gruppo culturale noto come Pueblo II, piuttosto che allo stile del Pueblo III o alla sua variante chacoana. Contiene circa 55 stanze, quattro kiva al piano terra, ed una torre cilindrica a due piani che potrebbe essere servita da kiva o da centro religioso. Vi si trovano prove di produzione industriale di ossidiana. Il villaggio fu costruito tra il 1125 ed il 1130.

## Etimologia
Kin Kletso è una storpiatura della parola navajo Kin łitsooí "casa gialla".